# Llista de cavi de Plutó
En aquest article només es mostra els noms oficials aprovats per la Unió Astronòmica Internacional (UAI).
Aquesta és una llista de cavi amb nom de Plutó

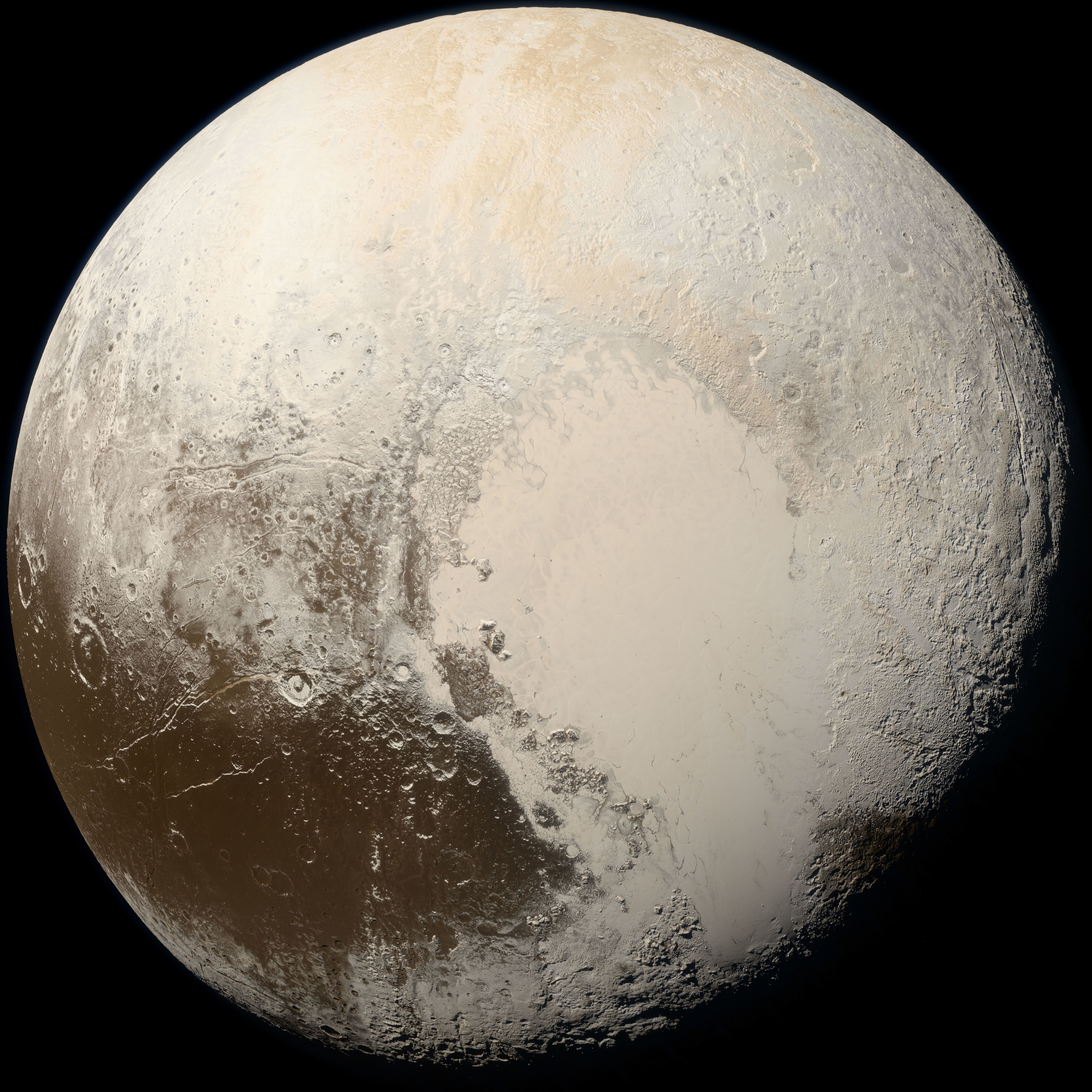
Imatge de Plutó ((134340) Plutó) (color veritable), feta per la sonda espacial New Horizons a 35.445 km de distància, 2015
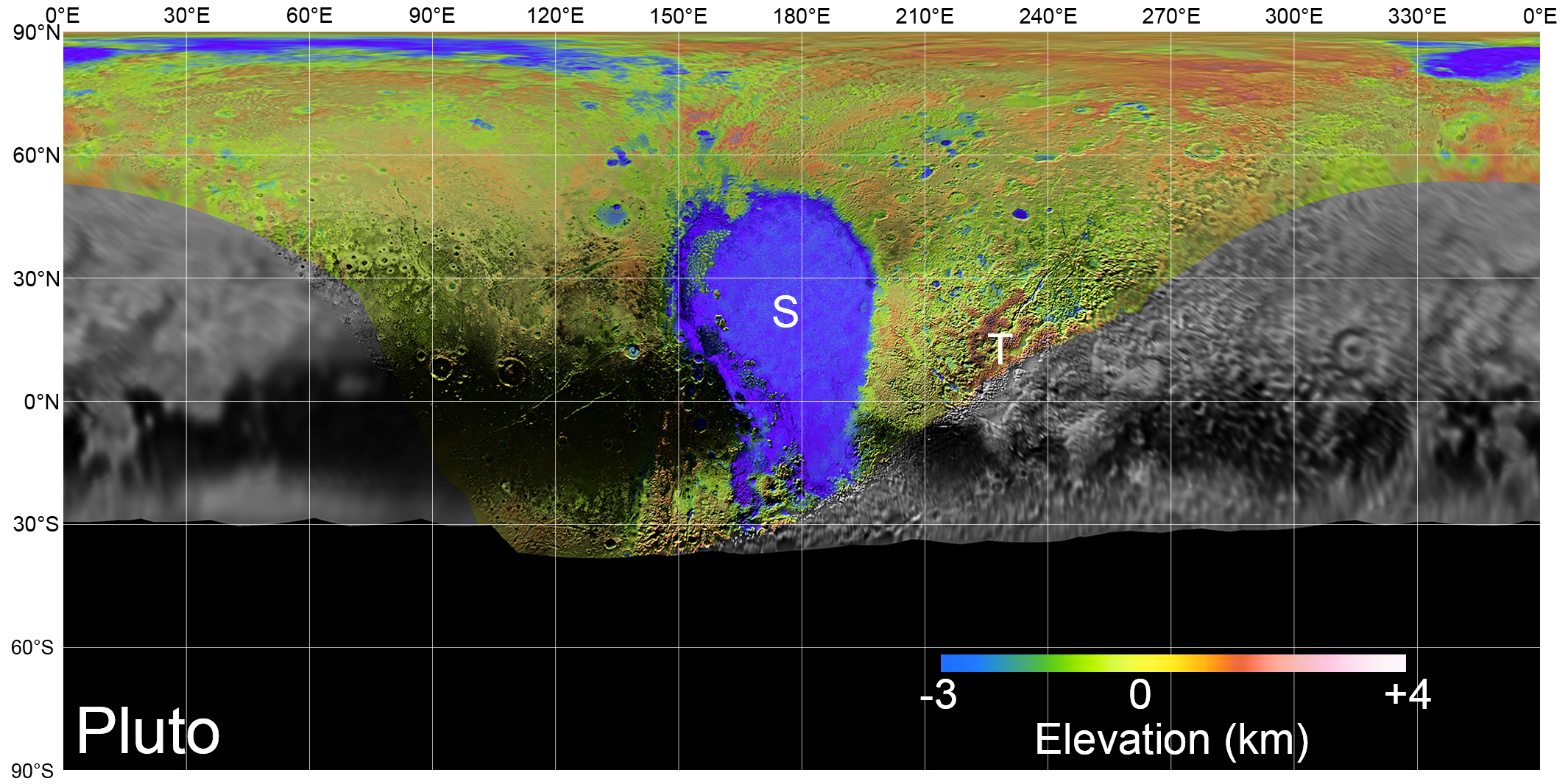
Mapa topogràfic de Plutó, 2017

## Llista
Els cavi de Plutó porten els noms per a l'inframón i per a llocs de la mitologia, folklore i literatura relacionats amb l'inframón.
La latitud i la longitud es donen com a coordenades planetogràfiques amb longitud oest (+ Oest; 0-360).
| Cavus         | Coordenades                             | Diàmetre (km) | Epònim                                                                               | Ref.  |
| ------------- | --------------------------------------- | ------------- | ------------------------------------------------------------------------------------ | ----- |
| Adlivun Cavus | 15° 24′ S, 171° 08′ O / 15.4°S,171.14°O | 21,40         | Inframón en els mites inuit.                                                         | WGPSN |
| Hekla Cavus   | 6° 52′ N, 205° 20′ O / 6.86°N,205.34°O  | 98,41         | Volcà islandès que, durant l'Europa medieval, es creia que era l'entrada a l'Infern. | WGPSN |